# 39.º Regimento de Infantaria
O 39º Regimento de Infantaria foi um regimento do Exército Britânico formado em 1719 e fundido com o Regimento de Dorsetshire em 1881.
O regimento foi criado pelo coronel Richard Coote em Agosto de 1702, na Irlanda. Foi de fato uma reforma do Regimento de Infantaria de Richard Coote, que Richard herdou do Visconde de Lisburne, com nome original de "Regimento de Infantaria do Visconde de Lisburne", formado em 1689.
Em 1751, foi dado ao regimento seu número regimental, o 39º, e em 1782 recebeu o título regional de "39º de Leste Middlesex". Em 1794 o regimento foi capturado, sendo reformado na Irlanda no ano seguinte, absorvendo o 104º Regimento de Infantaria.
Em 1805 alguns regimentos tiveram suas filiações territoriais trocadas, com o título de "Leste Middlesex" passando para o 77º Regimento e o de Dorsetshire passando para o 39º, mantido anteriormente pelo 35º Regimento de Infantaria (Sussex). Passou a ser então o 39º Regimento de Infantaria (Dorsetshire). O 39º chegou à colônia de Nova Gales do Sul ao final de 1825. Lá o regimento atuou em Hobart, Sydney, Colônia do Rio Cisne e Bathurst, deixando Nova Gales em 5 de Julho de 1832 para servir na Índia.

## Coronéis

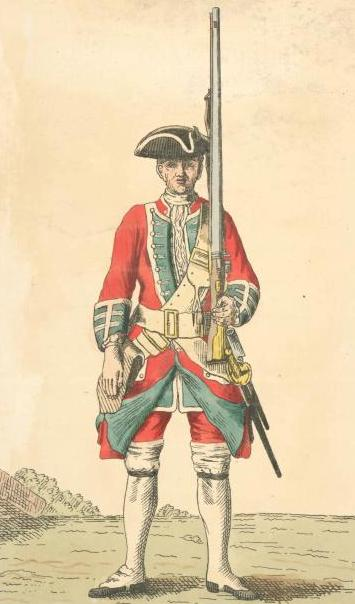
Desenho de um soldado do 39º Regimento de Infantaria com o seu rifle - 1742

- 1689.08.03 Adam Loftus, 1st Viscount Lisburne
- 1692.01.02 Col. Richard Coote
- 1702.12.02 Col. Richard Coote
- 1703.17.03 Ten-Gen. Nicholas Sankey
- 1719.11.03 Brig-Gen. Thomas Ferrers
- 1722.28.09 Brig-Gen. William Newton
- 1730.10.11 Ten-Gen. Sir John Cope
- 1732.15.12 Ten-Gen. Thomas Wentworth
- 1737.27.06 Gen. John Campbell, 4º Duque de Argyll
- 1738.01.11 Ten-Gen. Richard Onslow
- 1739.06.06 Col. Robert Dalway
- 1740.28.12 Brig-Gen. Samuel Walter Whitshed
- 1743.14.06 Maj-Gen. Edward Richbell
- 1752.14.03 Ten-Gen. John Adlercron
- 1766.06.08 Gen. Sir Robert Boyd
- 1794.02.07 Gen. Nisbett Balfour also 93rd Regimento De infantaria (1793)
- 1823.28.10 Ten-Gen. Sir George Airey
- 1833.04.03 Ten-Gen. Hon. Sir Robert William O'Callaghan
- 1840.15.06 Gen. Sir Frederick Philipse Robinson
- 1852.11.02 Ten-Gen. George Burrell
- 1853.17.01 Gen. Sir Richard Lluellyn
- 1867.08.12 Gen. Sir Charles Thomas van Straubenzee
- Este artigo foi inicialmente traduzido, total ou parcialmente, do artigo da Wikipédia em inglês cujo título é «39th (Dorsetshire) Regiment of Foot».